# Möblierte Zimmer
Möblierte Zimmer ist ein deutscher Stummfilm aus dem Jahre 1929 von Fred Sauer mit Margot Landa, Fritz Schulz und Hans Albers in den Hauptrollen.

## Handlung
Der gutaussehende Harry arbeitet als Abteilungsleiter in einem Warenhaus und ist dort für den Verkauf von Pelzen zuständig. Mal wieder benötigt der Ärger magisch anziehende junge Mann ein möbliertes Zimmer für sich, das er schließlich im Hause des Kanzleirats Muckermann findet. Der ist ein staubtrockener, früh vergreister Beamter, der sich viel lieber mit dem Skatspiel als mit seiner deutlich jüngeren Frau, der flotten Käthe, beschäftigt. Käthe fühlt sich daher allein und würde gern mit dem neuen Untermieter anbandeln. Dementsprechend flirtet sie mit Harry.
Der aber zeigt kein Interesse an der verheirateten Dame, zumal sein Herz längst der süßen Lilly gehört, die als Packerin arbeitet. Lilly erweist sich eines Tages als äußerst hilfreich, als sie an seiner Seite einen bestimmten Pelz wiederbeschafft. Den hatte Harry nämlich kurz zuvor an ein Pärchen veräußert, das sich schließlich als Hochstapler herausstellte, was Harry wiederum beinah seinen Posten gekostet hätte. Anschließend folgt, wie filmüblich, das Happyend, das vor dem Traualtar seinen Abschluss findet. Nun sucht ein junges Ehepaar per Zeitungsannonce „zwei möblierte Zimmer, möglichst mit Küchenbenutzung“.

## Produktionsnotizen
Möblierte Zimmer, Untertitel Der sturmfreie Junggeselle, entstand im Februar/März 1929 in den Jofa-Ateliers von Berlin, passierte am 27. März 1929 die Zensur und wurde drei Tage darauf im Berliner Atrium-Kino uraufgeführt. Der mit Jugendverbot belegte Streifen besaß sechs Akte, verteilt auf 2413 Metern Länge.
Josef Stein übernahm die Produktionsleitung, Max Heilbronner gestaltete die Filmbauten.

## Aufführung
Der Film lief im Juni 1929 in Dresden in den Zentrum-Lichtspielen, Seestraße 13. Die Dresdner Neuesten Nachrichten Nr. 126 vom Samstag, 2. Juni 1929 druckten folgende Besprechung:

„Zentrum-Lichtspiele: Möblierte Zimmer.
Fritz Schulz spielt den “sturmfreien Junggesellen”, den unnahbaren Abteilungschéf im Kreditwarenhaus Sanus & Co. Und entdeckt trotzdem sein Herz für die kleine Packerin Margot Landa. Das gibt natürlich ein paar großartige Szenen. 

Schulz als Konfektionsjüngling, als schüchternen Liebhaber, als “möblierter Herr” im Hause Muckermann. Man könnte Tränen lachen. Aber auch in Blick in die übrigen möblierten Zimmer lohnt sich. Da ist Yvette Darnys die mondaine Hochstaplerin und ihr adeliger Freund Hans Alberts [sic], da ist die schlampige Vermieterin Lucie Tridenskaja mit ihrem Reisenden in ‘Reizwäsche’ zu nennen. Die Regie Fred Sauers bringt viel fein beobachtetes Detail für die lustige und unbeschwerte Handlung.“

Anm.: In einem Kreditwarenhaus konnten die Kunden „auf Pump“ einkaufen. Eines der ersten in Berlin war das Kaufhaus Jonaß im Bezirk Pankow, Ortsteil Prenzlauer Berg, in der Torstraße 1.

## Kritik
„Ein aktuelles Thema und ein Titel, bei dem sich jeder etwas vorstellen kann. Das ist für einen solchen Film wichtig. (…) So wurde es dann ein großer, ehrlicher, lauter Erfolg, den man allen Beteiligten … gern gönnt. Man hat kein neues Filmgenre erfunden, aber im Rahmen des herkömmlichen Lustspiels eine Menge amüsanter Kniffe und Episoden.“